# Elsenham
Elsenham es una localidad situada en el condado de Essex, en Inglaterra (Reino Unido), con una población estimada a mediados de 2016 de 2286 habitantes.
Se encuentra ubicada al sureste de la región Este de Inglaterra, al noreste de Londres y a poca distancia de la ciudad de Chelmsford —la capital del condado— y de la costa del mar del Norte.
Esta localidad es conocida por el embotellado de agua de lujo, la conocida como "Elsenham".

## Agua de Elsenham
Esta agua está considerada como agua de lujo. El precio de la misma oscila entre 10 y 13 euros el litro. Se está haciendo popular, junto a otras aguas de lujo en países como España.